# Angela Hartnettová
Angela Hartnettová MBE (* 5. září 1968 v Canterbury, Kentu) je anglo-velšsko-irsko-italská šéfkuchařka. Byla jedním z žáků a objevů ještě slavnějšího britského kuchaře Gordona Ramsayho. Je nositelkou tzv. Michelinské hvězdy. Je známa vystupováním v reality show Kitchen Criminals.

## Životopis
Angela Hartnettová se narodila jako dcera Patricka Hartnetta, který byl irský námořník v obchodním námořnictvu a Giuliany, která byla původem z Walesu, ale její předci pocházeli z Bardi v oblasti Emilia-Romagna v Itálii. Její otec zemřel, když bylo Angele 8 let a její matka se se zbytkem rodiny odstěhovala do Upminster Greater London v Londýně, aby tak byla blíže prarodičům. Později Angela pracovala jako au-pair a následně také získala titul magistra historie na univerzitě Cambridge Polytechnic.
Povolání kuchaře se učila nejdříve v hotelu v Cambridge, poté v restauraci hotelu Sandy Lane Hotel na Barbadosu.
V roce 1994 se vrátila do Spojeného království a strávila pokusný den v restauraci Aubergine u Gordona Ramsayeho. Brzy se stala jeho oblíbenkyní a v roce 2001 vařila slavné obědové menu v Amaryllis ve Skotsku s Davidem Dempseym.
V roce 2003 vyhrála Angela cenu 'Best Newcomer Award' a Square Meal Guides BMW Best New Restaurant award prorestaurace v hotelu The Connaught Hotel. V roce 2004 obdržela první Michelinskou hvězdu. V roce 2007 byla vyznamenána řádem MBE za činy v pohostinství. Také v roce 2007 otevřela restauraci Cielo, která patří do Ramseyho skupiny Ramsay Group restaurant, v Boca Raton na Floridě. Také účinkovala v televizní sérii o vaření ITV1's Hell's Kitchen.
Angela je svobodná a žije Spitalfieldsu v Londýně se svojí sestrou.